# Горский сельсовет (Витебская область)
Горский сельсовет (бел. Горскі сельсавет) — административная единица на территории Лепельского района Витебской области Республики Беларусь. Административный центр — агрогородок Горки.

## История
3 октября 2013 года военный городок № 2 Межица Горского сельсовета Лепельского района Витебской области отнесён к категории сельского населённого пункта – деревня с наименованием на белорусском языке «вёска Межыца 2», на русском языке «деревня Межица 2» Горского сельсовета Лепельского района Витебской области.
В 2010 году населённый пункт (военный городок) Заслоново Горского сельсовета Лепельского района Витебской области отнесён к категории сельских населенных пунктов с наименованием деревня Заслоново Горского сельсовета Лепельского района Витебской области.

## Состав
Горский сельсовет включает 19 населённых пунктов:
- Боровенские Хутора — деревня.
- Боровно — деревня.
- Бочкары — деревня.
- Будище — деревня.
- Глинница — деревня.
- Горки — агрогородок.
- Городинец — деревня.
- Городчевичи[бел.] — деревня.
- Залесье — деревня.
- Заслоново — деревня[3].
- Зорница — деревня.
- Караевичи — деревня.
- Межица — деревня.
- Межица-2 — деревня[2].
- Мельница — хутор.
- Михалово — деревня.
- Новозаслоново — деревня.
- Поляны — деревня.
- Слобода — деревня.

Упразднённые населенные пункты:
- Пунты — деревня.